# Референдум в Лихтенштейне (1919)
2 марта 1919 года в Лихтенштейне был проведён двойной референдум. Избирателям было задано 2 вопроса: одобряют ли они увеличение числа прямо избираемых членов Ландтага с 12 до 17 и следует ли снизить минимальный возраст участия в выборах с 24 лет до 21 года. Оба предложения были отклонены 54,8 % избирателей.

## Итоги

### Увеличение числа членов Ландтага
| Вариант                     | Голосов | %    |
| --------------------------- | ------- | ---- |
| За                          | 711     | 45,2 |
| Против                      | 863     | 54,8 |
| Недействительных бюллетеней | 9       | -    |
| Всего                       | 1583    | 100  |
| Число избирателей/явка      | 1775    | 89,4 |
| Источник: Nohlen & Stöver   |         |      |

### Снижение возраста участия в выборах
| Вариант                     | Голосов | %    |
| --------------------------- | ------- | ---- |
| За                          | 712     | 45,2 |
| Против                      | 863     | 54,8 |
| Недействительных бюллетеней | 8       | -    |
| Total                       | 1583    | 100  |
| Число избирателей/явка      | 1775    | 89,4 |
| Источник: Nohlen & Stöver   |         |      |